# Свети Тома (Палеохори)
„Свети аполстол Тома“ (на гръцки: Ιερός Ναός Αποστόλου Θωμά) е православна църква в село Палеохори, Егейска Македония, Гърция, част от Елевтеруполската епархия на Вселенската патриаршия.
След Малоазийската катастрофа и пристигането на бежанците в Палеохори през 1924 г., на бежанците е дадена джамията, която е превърната в православна църква. В 1969 година на същото място е поставен основният камък на нов храм, завършен в 1985 година. Църквата има красив резбован иконостас и ценни икони, съдове и одежди, донесени от бежанците от храмовете по родните им места. Също така в него се пазят мощи на Свети Тома, Свети Пантелеймон, Свети Модест Йерусалимски, Свети Мамонт и Свети Ефрем Нови. В двора има параклис на Свети Ефрем Нови и паметник на загиналите палеохорци.